# Цесарка
Цесарка рогата, цесарка звичайна (Numida meleagris) — вид свійських птахів ряду куроподібних родини цесаркових. Розводять задля м'яса, яєць, пуху та пера.

## Походження

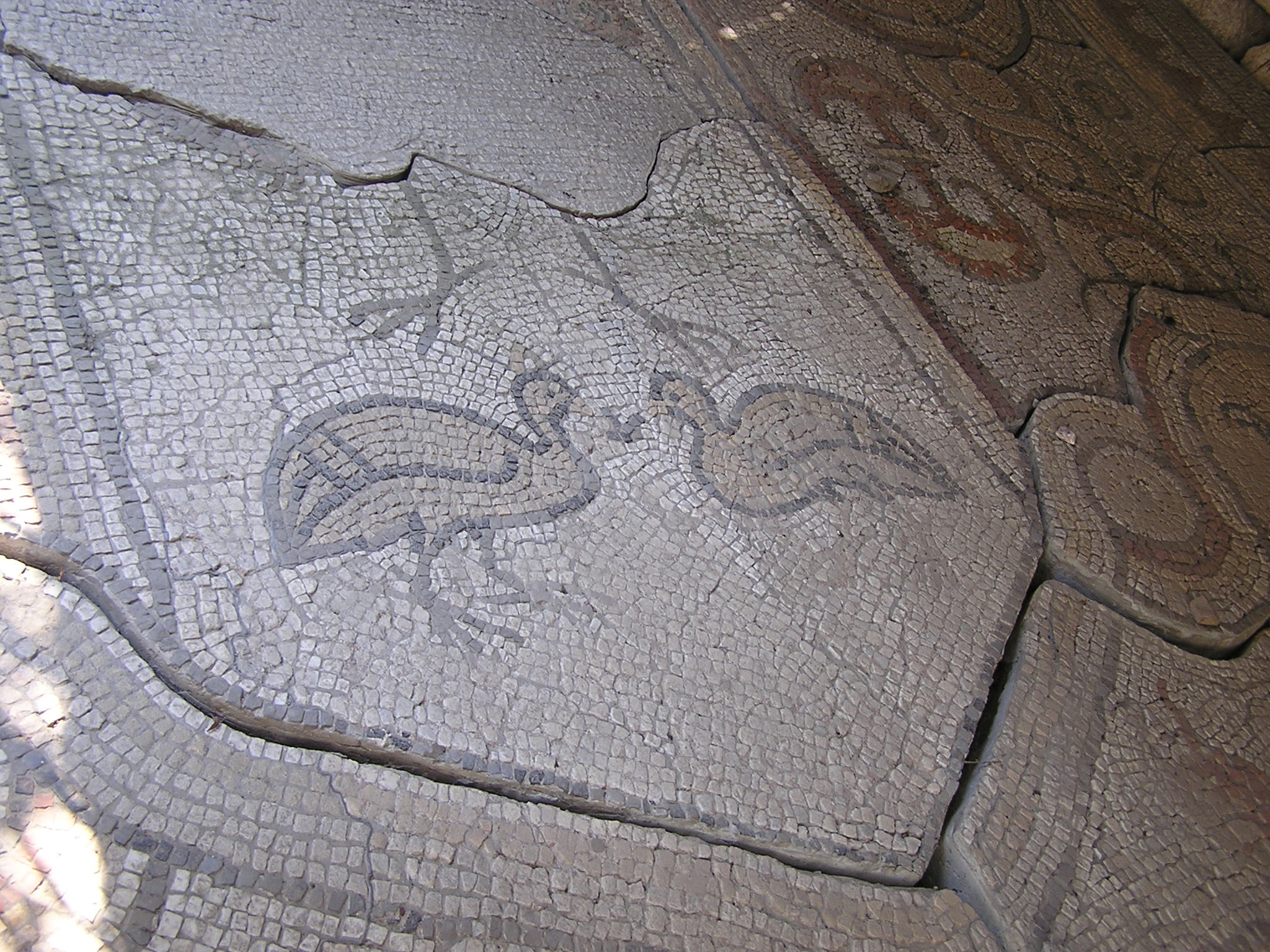
Узагальнене зображення цесарок, мозаїка, Херсонес, Крим.

До Європи цесарки потрапили ще до нової ери з африканської держави Нумідії, проте з низки причин загинули. І лише У 15 столітті західноафриканська дика форма цесарки — Numida meleagris galeata була знову завезена з Гвінеї в Європу португальцями і одомашнена. Звичайні цесарки отримали свою видову назву в грецькій міфології, а саме в грецькому міфі про героя Мелеагра. В Україні цесарки з'явилися лише у XVIII столітті як декоративні птахи. З часом їх почали розводити на птахофабриках для виробництва дієтичних продуктів.

## Загальний вигляд

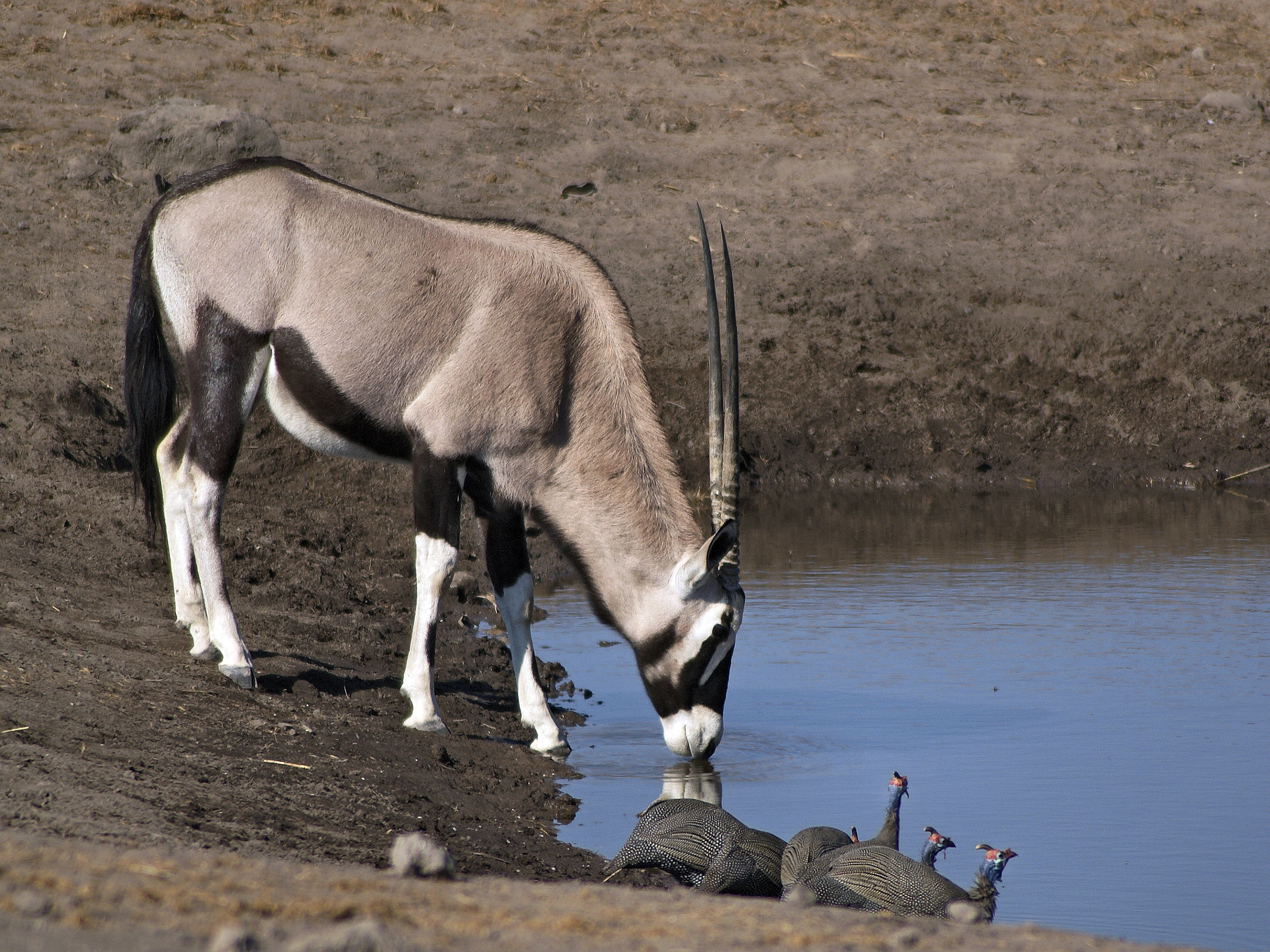
Антилопа орикс та цесарки на водопої

За розміром і статурою одомашнена цесарка приблизно відповідає дикій формі (але має більшу вагу, більші шолом і «сережки»). Мають опуклу спину, що знижується; звисаючий хвіст; неоперену голову з роговим шоломоподібним наростом; щільно прилягаюче оперення; майже однакова зовнішність у обох статей.

## Породні ознаки
- Тулуб: середньої довжини; з усіх боків добре округлена.
- Спина: дуже широка; сильно опукла; ззаду знижується.
- Груди: високо поставлена; досить плоска; у самки дуже м'ясиста; у самця — більше загострена.
- Живіт: помірно розвинений; підтягнутий.
- Голова: коротка і широка. Рогове, шоломоподібні, коричневі утворення у формі трикутника із загнутим вістрям.
- Шкіра голови: з'єднане з довгими вушними мочками, блакитнувато-біла.
- Сережки: широко відсторонені одна від одної, округлі або ромбоподібні; червоні, всередині білі.
- Дзьоб: сильний; дуже зігнутий; оранжево-червоний з сірим нальотом.
- Очі: великі; темно-карі, з сильним блиском.
- Шия: тонка; втягнута, піднімається високо; верхня частина зі слабким оперенням, шкіра шиї блакитнувата; на нижній частині шиї — ніжне вузьке пір'я; задня частина шиї з прямостоячими щетинообразним пір'ям.
- Крила: довгі й широкі; щільно прилягають до тулуба.
- Хвіст: звисаючий; відносно короткий; складається з 16 пір'їн.
- Гомілки: мало виступають.
- Оперення: щільно прилягає.
- Колір шкіри: в залежності від виду, від синювато-чорного до світло-сірого.

Існує близько двадцяти порід домашніх цесарок. В Україні користуються найбільшим попитом сіро-крапчаста цесарка, сибірська біла і Загорська білогруда цесарка.
- Сіро-краплиста цесарка

Сіро-краплистих цесарок називають також сріблясто-сірими. Маса дорослих птахів досягає у самок 1,6 кг, у самців — 1,8 кг.
Ці цесарки відрізняються тим, що дають м'ясо особливо високих смакових якостей. Несучість їх за сезон становить 85 — 90 яєць масою по 44 — 45 г. Забарвлення оперення у сіро-крапчасті, як і випливає з назви: сіро-крапчасті, шия фіолетово-сіра. Дзьоб темно-сірий, плесна так само темно-сірі. Колір тушки синюватий.
- Сибірська біла цесарка

Сибірські білі цесарки мають темно сірий дзьоб, світло-рожеві плесна, матово біле оперення з блискучими білосніжними плямами. Голова невелика. Шия біло-блакитна, неоперена. Сережки у самок світло-червоні, у самців — блакитно-червоні. Дзьоб і плесна темно-рожевого кольору. Дзьоб злегка зігнутий. Гребінь світло-коричневий. Жива маса самок 1,6 кг, самців — 1,8 кг. Несучість 80-120 яєць на рік.
- Загорська білогруда цесарка

Порода виведена вченими науково-дослідного і технологічного інституту птахівництва в м. Загорську. Переливали кров білих московських півнів сіро-краплистим цесаркам. Забарвлення оперення спини і крил сіро-крапчасте, груди і живіт білі. Але тушка також світла. Голова середньої величини, неоперена. Сережки м'ясисті, маленькі. Гребінь коричневий, шкірястий. Восковиця плоска. Дзьоб зігнутий. Жива маса самок — 1,7 кг, самців — 2-2,2 кг.
- Мутантні форми сіро-крапчастих: блакитні, кремові, фіолетові, пурпурові та ін. Широкого розповсюдження не набули через низькі продуктивні якості. Вирощуються переважно колекціонерами.

## Зовнішні ознаки для визначення статі
- Шолом: у самки притуплений, у самця витягнутий назад і ширший.
- Шкіра обличчя: у самця звисає по обидві сторони шиї нижче, ніж у самки і більш загострена, ніж у самки.
- Сережки: у самця сильніше розвинені і з зморщеною або хвилястою поверхнею, в той час як у самки вони (гладкі) рівні.
- Постава: самець тримається більш вертикально, самка тримається більш горизонтально.
- Вага: самки важчі і більш повногруді, ніж самці.

## Утримання

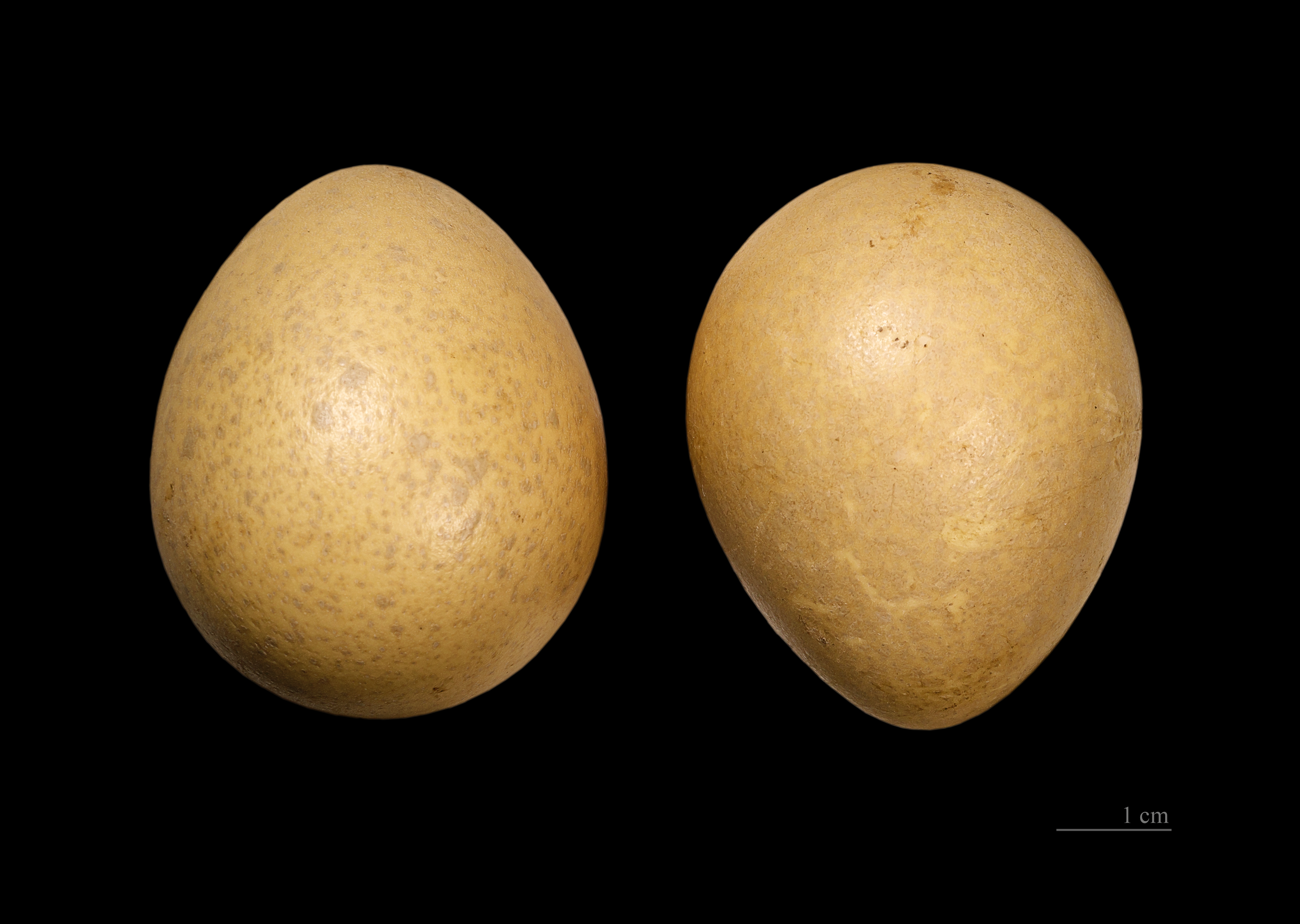
Яйце

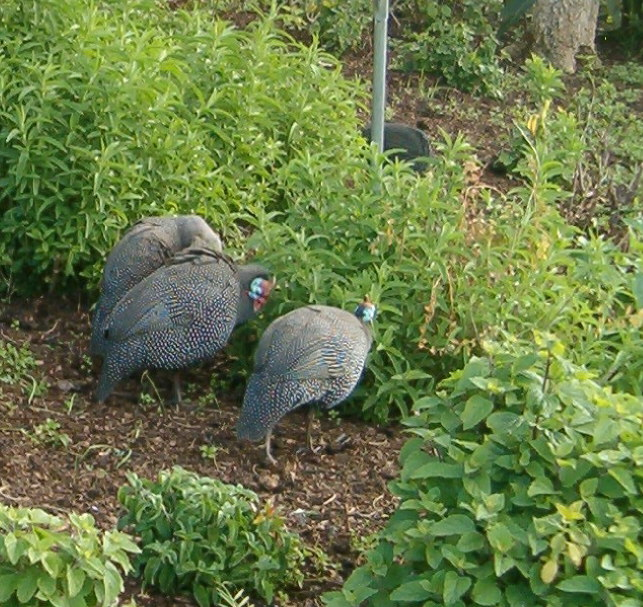
Цесарки

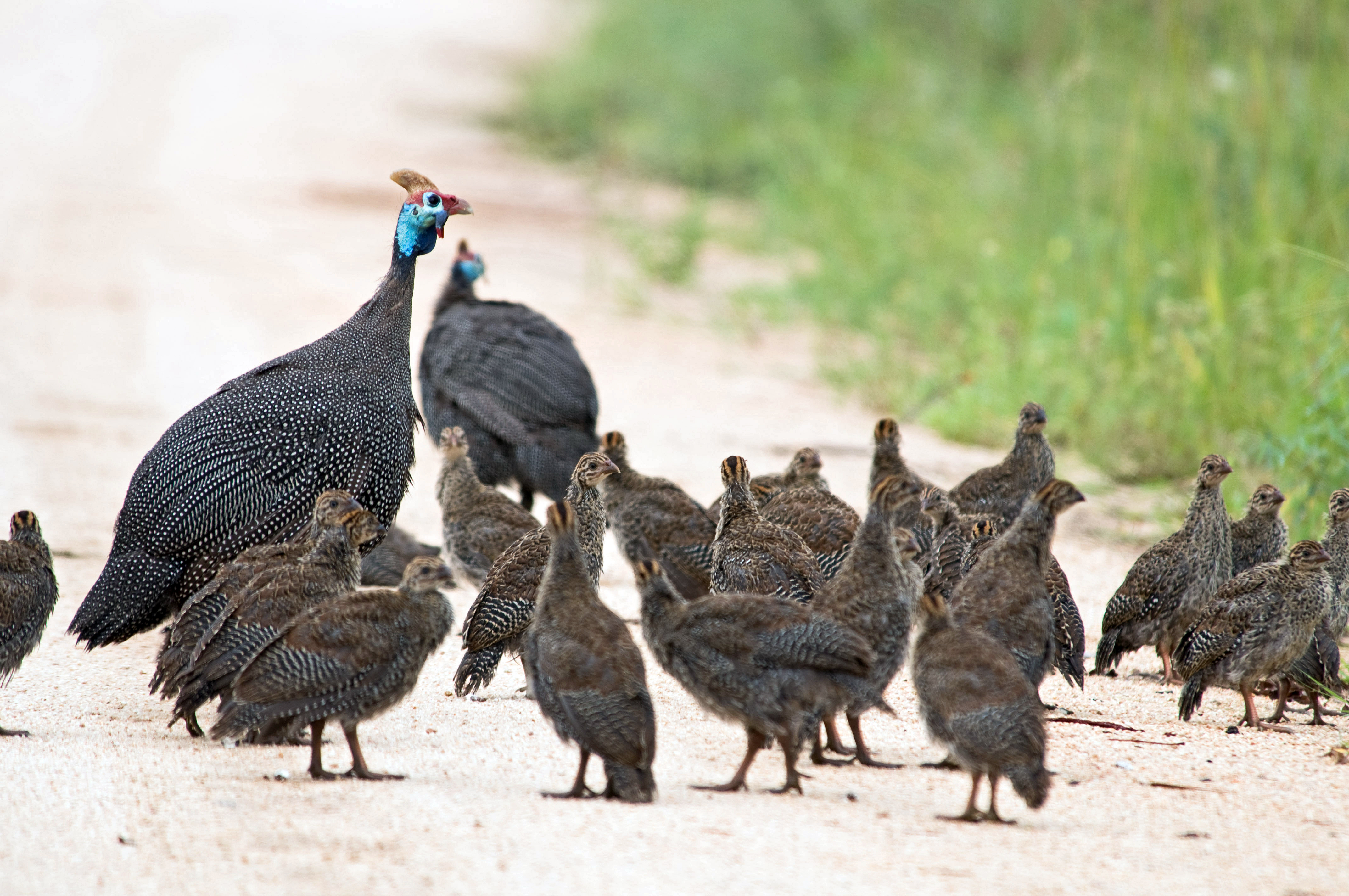
Цесарки з пташенятами

Домашніх цесарок утримують групами до 5-50 голів при статевому співвідношенні 1:4-1:6 в приміщеннях, захищених від вітру, снігу і дощу, при температурі всередині приміщення не нижче мінус 10 °С.
У пташнику також необхідно передбачити елементарну систему припливно-витяжної вентиляції (забезпечити надходження в пташник свіжого повітря і видалення аміачного і вуглекислого газу), через спеціальні витяжні отвори в стелі, або у верхній частині стіни. При розміщенні цесарок в пташнику треба дотримуватися норм, щоб на 1 м² доводилося не більше 5—7 дорослих особин. Скупченість цесарок може несприятливо позначиться на їх продуктивності. На висоті 40 — 45 см від підлоги необхідно встановити сідала для яєць. На сідалах, а можна і на підлозі влаштовують гнізда, по одному на 3-5 цесарок. Гнізда повинні бути закриті з усіх боків фанерою, або дерев'яною рейкою з невеликими відстанями. У торцевій стінці роблять лаз для цесарок.
Небажано утримувати цесарок з курми в одному пташнику, так як птахи можуть вільно злучатися між собою, що призведе до народження молодняку з абсолютно різним оперенням. І як наслідок яйценосність таких цесарок буде досить низькою. Хоча такі гібриди будуть крупнішими та з гарною життєздатністю. Але найчастіше гібриди безплідні. Ви навіть не зможете встановити їх стать, тому що гібриди народжуються без вторинних статевих ознак.
Деякі птахівники воліють тримати цесарок у клітках. Кліткове утримання цесарок вигідне: збільшується місткість приміщення; молодняк менше рухаючись, швидше набирає вагу і в той же час менше споживає корму на одиницю продукції. За птахом у клітках зручніше спостерігати і доглядати. Можливе утримання просто в дворі без кліток, з огорожею, але якщо їм недостатньо місця, то вони можуть перелітати за огорожу. В такому разі слід шукати їх біля найближчої водойми. Але якщо яйця буде висиджувати курка, то вони будуть прив'язані до неї, навіть дорослими. Тоді вони будуть самі вертатися додому. Але вони тоді будуть нестися в гнізді про яке ви не знаєте. Щоб цього уникнути потрібно зробити таке гніздо, яке не поступалося б гніздові, яке зробила сама цесарка.

## Годування
У цесарок обмін речовин відбувається швидше, ніж у інших домашніх птахів. Тому і потреба в їжі у них теж підвищена. Цесарки їдять кілька разів на день. Причому, перший раз вони доїдають вчорашній корм, оскільки встають рано вранці, ще до того, як прокидаються господарі. Цесарки в кормі не дуже вередливі. Дорослі птахи із задоволенням їдять мішанки з трави, вареної картоплі, каші або зерносуміші. Також цесарки відмінно поїдають комбікорм для курей. Можна готувати вологі мішанки на молоці або на розчинених у воді дріжджах. Таке харчування добре впливає на продуктивність цесарок. Але є такі корми, які цесарки будуть поїдати, лише за великого голоду. Це ячмінь, м'ясо-кісткове та рибне борошно. Цесарки цю їжу їдять неохоче. Однак оскільки такі корми корисні для організму, то їх підмішують в іншу їжу. У теплу пору року нагодувати птахів свіжою зеленню неважко. Згодовують птиці конюшину, люцерну, листя капусти, лободу, кропиву, молоде листя берези. Дуже корисні для здоров'я цесарок кульбаби і листя реп'яха. Взимку і ранньою весною замість зелені можна давати їм суху траву, сінну потерть. Взимку замість води цесарка можна ставити ємність зі свіжим, чистим снігом.
Яйцекладка в цесарок починається у сьомому місяці. У перший рік цесарки несуться дуже добре. На другий рік при правильному догляді за птахами яйценосність теж висока. Птахи можуть знести 80-120 штук яєць. Але на третій рік їх продуктивність падає, і вони несуть більше дрібні яйця.
Природна зміна оперення у цесарок відбувається в першій декаді вересня і триває до жовтня — листопада. До того часу яйцекладка у цесарок повністю припиняється.

## Продукція
За поживністю і смаковим якостям м'ясо цесарок і їхні яйця не тільки не поступаються продуктам, одержуваних від інших видів домашньої птиці, але, навпаки, значно перевершують їх, недарма цесарок в минулі часи називали «царськими птахами». Особливо гарні молоді, 3-5 — місячні цесарки для приготування других страв — в смаженому або тушкованому вигляді. У тушках цих птахів міститься в середньому 81 % їстівних частин, до складу яких входить 27 % білка, 0,5 — 0,7 % жиру, 1 — 1,2 % мінеральних речовин. Калорійність м'яса дуже висока: 7,2 МДж/кг. М'ясо цесарок відрізняється своєрідним смаком, характерним для дичини (фазанів, куріпок).
Яйця цесарок дрібніше курячих (масою близько 45 гр.), але багатші за вмістом сухих речовин, ліпідів, вітаміну А, і каротиноїдів. За вмістом вітамінів А, Д3, Е і групи В перевершують курячі майже вдвічі. Яйця грушеподібної форми з товстою і міцною світло-коричневою шкаралупою, великим жовтком, відрізняються приємним смаком. Число пор в шкаралупі менше, а товщина її більше, ніж у курячих яєць, в зв'язку, з чим доступ до них мікрофлори обмежений, а випаровування вологи з вмісту незначне. Такі якості забезпечують можливість їх тривалого зберігання і перевезень на великі відстані. При температурі 4-6 °С, яйця залишаються свіжими і не втрачають харчової цінності до 90 діб і більше.